# 할로클로로코쿰속
할로클로로코쿰속(Halochlorococcum)은 갈파래강 올트만시엘롭시스목에 속하는 녹조류 속의 하나이다. 7종을 포함하고 있다.

## 하위 종
| - H. dilatatum - H. marinum - H. moorei - H. operculatum | - H. porphyrae - H. saccatum - H. tenue |